# Fran Levec
Fran Levec, slovenski literarni zgodovinar, esejist, urednik in slovaropisec, * 4. julij 1846, Ježica, † 2. december 1916, Ljubljana.

## Življenje
Fran Levec  se je rodil 4. julija 1846 na Ježici kot prvi izmed petih otrok staršema Gašperju in Ani (roj. Selan). Družina se je kmalu preselila v Radomlje pri Kamniku, kjer je Levec preživel svoja otroška leta. Pri devetih letih se je preselil k babici v Ljubljano in tam začel obiskovati drugi razred osnovne šole v Ljubljani. Leta 1859 se je vpisal v prvi razred gimnazije, ki jo je leta 1867 z odlično oceno na maturi dokončal. V dijaških letih je bil domači učitelj, med drugim pri Janku Kersniku. Bil je sodelavec Zgodnje Danice, Slovenskega glasnika, Učiteljskega tovariša, dijaškega lista Torbica, leta 1862 pa rokopisne literarne knjige Triglav. Leta 1867 je  odšel na dunajsko univerzo, kjer je študiral slavistiko, germanistiko, zgodovino in zemljepis. Dunajsko obdobje Levčevega življenja (1867-1871) je bilo obdobje aktivnega političnega sodelovanja, dopisovanja s slovenskimi literati Jurčičem, Celestinom,Stritarjem,Kersnikom ,Šukljetom in Levstikom ter obdobje javnih nastopov na akademskih prireditvah. Na Dunaju je deloval v Stritarjevem in v Ljubljani v Levstikovem krogu, kjer je veljal za eno osrednjih literarnih in kulturnih osebnosti. Prve pesmi je izdal v dijaškem zborniku Venec, v začetku 70. let je objavil nekaj potopisnih feljtonov, nato prešel v kritiko in literarno zgodovino. V letih 1862–75 je pisal pesmi. 
Leta 1871 je začel poučevati na gimnaziji v Gorici, leta 1873 pa na ljubljanski realki, kjer je služboval 28 let. Poučeval je slovenščino, nemščino, zgodovino in zemljepis. Bil je sodelavec Zvona in Slovenskega naroda. 1881–90 je bil soustvarjalec in urednik Ljubljanskega zvona. Kot kritik, organizator in mentor sodi med utemeljitelje slovenskega realizma, vplival je npr. na razvoj Aškerčeve poezije. Odmevna zanj je bila literarnoteoretično polemika z Jankom Pajkom o heksametru. 
Kot literarni zgodovinar je razvil obliko biografske študije oz. eseja (mdr. o Valentinu Vodniku, Francetu Prešernu, Matiji Čopu, Simonu Jenku v Zvonu 1879). Zbral in obdelal je veliko gradiva o Francetu Prešernu, pisal je še o drugih slovenskih avtorjih (v Ljubljanskem zvonu in izdajah Slovenske matice). Izdajal je zbrana oz. izbrana dela Josipa Jurčiča, Frana Levstika, Frana Erjavca, Valjavčeve pesmi idr. Po letu 1882 je delal v Slovenski matici, 1893–1907 je bil njen predsednik, dve desetletji je vodil knjižni odsek, oblikoval njene knjižne zbirke in periodiko (Letopis, Zbornik). Sestavil je prvi Slovenski pravopis, ki je izšel leta 1899 na Dunaju. Pomemben pa je tudi kot organizator šolstva. Od leta 1903–1913 je bil deželni šolski nadzornik za osnovne šole na Kranjskem. Upokojil se je leta 1915.

## Delo

### Pesništvo
Levec se je že  zgodaj začel ukvarjati s književnostjo. Leta 1862 je z Francem Dolenjcem, Blažem Grčo, Franom Košmeljem, Andrejem Ramovšem in Ivanom Vilfanom od januarja do julija pisal v dijaško rokopisno knjigo Triglav. Knjiga vsebuje 22 njegovih tako krajših kot tudi daljših pesmi, obširno novelo z naslovom Nuna, jezikoslovni pravopisni poziv Pazi! in sklepno kritično besedo z naslovom Ob slovesu. V dijaškem zborniku Venec (1862) je objavil 3 svoje pesmi: Milo nam strune pojo, Mlada mati in Sloveniji. Istega leta so dijaki ljubljanske gimnazije začeli izdajati Torbico, kjer je objavil pet svojih pesmi. Izšle so štiri številke, dve je policija zaplenila. Njegovi vzorniki so bili Prešeren, Valjavec, Levstik in Jenko. Pisal je liriko in epiko. Levec je s pesništvom zaključil zaradi lastne kritičnosti in kritike Levstika.
Njegove pesmi so: Okamnjeni lovec, Cerkvica na gori, Mlada mati, Grob, Slovo od prečastitega gospoda Ivana    Macuna, Prečastitemu Antonu Umeku v spomin prvega spoznanja, Naša dela, Potok, Naši pevci, Naše življenje, Milo nam strune pojo, Mlada mati, Sloveniji, Vse drobno, Stari grad, Moč ljubezni, Sonet dr. Janezu Bleiweisu, Blazemu prijatelju …

### Dramatika
Napisal je dramo Skrivna Slovenka, obraz iz ljubljanskega življenja v 2 aktih. Drama je napisana na 25 listih, prikazuje pa značilne razmere tedanjega družbenega življenja in osvetljuje razmerje slovenskega meščanstva do slovenske literature. Objavil jo je v rokopisni knjigi Triglav.

### Literarne in pravopisne študije ter potopisi
Leta 1869 je Levec v Slovenskem narodu objavil tri podlistke z naslovom Življenje v toplicah (1. Doberna, 2. in 3. Gleichenberg). Opisoval je letoviške goste, razgovore z natakarico, letoviško čitalnico … Leta 1872 je potoval po zahodni Nemčiji, Švici in severni Italiji. Spomine o tem potovanju je zapisal v zbirki črtic s poti z naslovom Lepi dnevi. Črtice je nameraval izdati v samostojni knjigi, vendar je na koncu objavil le dve črtici v Jurčičevih Listkih leta 1872.
Pravda o šestomeru:  S člankom »Slovenski šestomer«  je nadaljeval Stritarjev spis o tem predmetu ter dokazoval, da je Koseski delal po dobro premišljenih pravilih take šestomere, kakor jih za slovenščino zahteva Stritar. Leta 1876 je Stritar v svoji razpravi Šestomer slovenski, ki je bila objavljena v Zvonu, namreč lansiral teorijo, da se spondeji delajo po pravilu naglašeni zlog + besedna meja + poljubni zlog in da je pri Koseskem cezura vedno moška. Tej trditvi je ugovarjal Pajk v Zori. Levec je konec januarja 1878 izdal ostro in brezobzirno pisano brošuro »Pravda o slovenskem šestomeru. Odgovor mariborskemu šestomerniku Janku Pajku«.
Slovenski pravopis:  Levcu je leta 1895 Šuklje predlagal, da na podlagi Pleteršnikovega slovarja sestavi pravopis. Načela, po katerih je delo sestavil, je 1898 objavil v članku »Slovenski pravopis«, ki je izšel v Ljubljanskem zvonu (276–283).  Levec je zvesto upošteval normo, ki jo je predpisal Pleteršnikov slovar. V javnosti je najbolj odmevala njegova odločitev za zapis bravec, zaradi katerega so ga dolgo spremljale številne polemike.

### Urednikovanje: Ljubljanski zvon
Za Zvon 1879 je na Stritarjevo prošnjo napisal svoje znamenite, deloma anekdotične biografije Vodnika, Prešerna, Čopa in Jenka. Ko je dunajski Zvon konec 1880 prenehal izhajati, so bili tudi njegovi bogati osebni stiki s tedanjimi pisatelji, zanimanje za kulturne potrebe Slovencev, delavnost in vztrajnost vzrok, da je postal urednik Ljubljanskega zvona. Okoli sebe je zbral skoraj vse tedanje pisatelje in pesnike različnih smeri in nazorov: Jurčiča, Kersnika, Tavčarja, Trdino, Mencingerja, Detelo, H. Dolenca in Stareta Po vzoru Janežičevega Slovenskega glasnika je Levec Ljubljanskemu zvonu začrtal dvojno smer: leposlovno in poljudno. Za slovanske književnosti je imel stalne poročevalce, med njimi Štreklja in Stareta; urednik sam pa je uspešno obdeloval svoje priljubljeno polje domače slovstvene zgodovine. Središče njegovega zanimanja je ostal Prešeren; za njegov življenjepis in za komentar poezij je vestno beležil vsak nov prispevek, objavil priloge za njegovo biografijo ter zbiral tiskano in pisano gradivo o njem, ki je danes ohranjeno v »Prešernovi mapi« v današnjem NUK-u. Zelo obsežno korespondenco svojih številnih sodelavcev je zapustil ljubljanskemu mestnemu arhivu.

### Slovenska matica
1882 je postal njen odbornik, bil od leta 1886 do 1892 prvi podpredsednik, skoraj 20 let je načeloval književnemu odseku, po Marnovi smrti pa ji je do leta 1907 predsedoval. Najprej je preosnoval njen Letopis v zbirko »učenoznanstveno in poljudnoznanstveno pisanih razprav«. Za leposlovje, izvirno in prevodno, se je na Levčev predlog osnovala Zabavna knjižnica (1886); za njo je Levec uredil dva zvezka Erjavčevih izbranih spisov z življenjepisom (1888–1889). Dr. Karlu Glaserju je Levec pomagal pri pisanju Zgodovine slovenskega slovstva. Slovenska matica je leta 1894 začela izdajati Knezovo knjižnico, ki jo je Levec 13 let urejeval in v njej zbral pripovednike: Govekarja, Detelo, Mencingerja, Meška, Cankarja. 
Razen Erjavčevih spisov je za Slovensko matico uredil Valjavčeve Poezije (1900), z uvodno študijo o Valjavcu kot pesniku. Izdal je Jurčičeve  zbrane spise v 11 zvezkih (1882–92). Ureditev Levstikovih zbranih spisov v 5 zv. (1891–1895), zlasti njegovih poezij, je povzročala Levcu veliko težav predvsem zaradi mnogih inačic, kajti Levstik je svoje pesnitve, ki so nastajale v dolgi dobi 40 let, neprestano pilil in jezikovno prenarejal. Vsakemu zvezku je dodal potrebni tolmač, zadnjemu pa še študijo o Levstiku. 
France Bernik je zbral Levčevo korespondenco s številnimi literarnimi in kulturnimi osebami. Vseh najdenih pisem je 822, poslana pa so bila 76 naslovljencem. 

## Izbrana bibliografija

### Delo
- Pravda o slovenskem šestomeru: Odgovor mariborskemu šestomérniku Janku Pajku. Ljubljana: pisatelj, 1878. (COBISS)
- Životopis Frana Erjavca. Ljubljana: samozal. F. Levec, 1889. (COBISS)
- Poročilo o javnih in privatnih ljudskih šolah dež. stolu. mesta Ljubljane 1889/90. Ljubljana: Milič, 1890. (COBISS)
- Slovenski pravopis. Dunaj: cesarska kraljeva zaloga šolskih knjig, 1899. (COBISS)
- Pisma Frana Levca. Ljubljana: Slovenska akademija znanosti in umetnosti, 1967–1973. (COBISS)

### Uredniško delo
- Fran Levstik: Levstikovi zbrani spisi, Poezije I–II, Proza I–III. Ljubljana: I. Kleinmayr & F. Bamberg, 1891. (COBISS)
- Josip Jurčič: Jurčičevih zbranih spisov I–XI. zvezek. Deseti brat: roman. Ljubljana: Odbor za Jurčičev spomenik, 1882. (COBISS)
- Fran Erjavec: Frana Erjavca izbrani spisi. Del. 1–2, Pripovedni spisi. Ljubljana: Matica slovenska, 1888.  (COBISS)